# Herbert Koller (Künstler)
Herbert Koller (* 1955 in Nürnberg) ist ein deutscher Bildhauer und Installationskünstler.
Kollers Vater war der Maler und Grafiker Oskar Koller. Herbert Koller besuchte die Düsseldorfer Kunstakademie, wo er Meisterschüler von Günther Uecker war. In seinem Werk setzt sich Koller kritisch mit der Beziehung zwischen Kunst und Wirtschaft auseinander.

## Ausstellungen (Auswahl)
- Augenzeugen. Die Sammlung Hanck. Kunstpalast, Düsseldorf. 1997.
- Haus und Garten. Kunstraum Düsseldorf. 2002.
- Torn Between Two Lovers. Matthew Marks Gallery, New York, 2003.
- Das Eigene und Andere in der Fotografie. Deutscher Künstlerbund, Berlin, 2012.
- Nebukadnezar. Künstler machen Flaschen für Rottweil. Forum Kunst Rottweil. 2017.

Quelle:

## Publikationen (Auswahl)
- Rauschen. Köln: Verlag der Zeitschrift „Symbol“ Wangler, 1984. ISBN 978-3-9800350-4-0
- „Kunst unterstützt die Wirtschaft“: anlässlich der Ausstellung „Die Kosmogonische Stadt“ von Herbert Koller, Hospitalhof, Stuttgart, Herbst 1995. Stuttgart: Helmut A.Müller.
- Hans-Peter Miksch (Hrsg.): Herbert Koller – Totentanz. Fürth: Kunst-Galerie, 2003. ISBN 978-3-9809378-1-8
- Als Herausgeber:  Oskar Koller: der Aquarellist. Oskar-Koller-Gedächtnisausstellungin Mainau, Konstanz. Prestel, 2005. ISBN 978-3-7913-3535-3
- Mit Lisa Puyplat und Axel Voss; Oskar-Koller-Stiftung (Hrsg.): Oskar Koller: der Graphiker; as späte Werk 1996-2003. Prestel, 2007. ISBN 978-3-7913-3816-3